# Kivunachtschwalbe
Die Kivunachtschwalbe oder auch Prigogine-Nachtschwalbe  (Caprimulgus prigoginei) ist eine kaum erforschte Vogelart aus der Familie der Nachtschwalben (Caprimulgidae). Sie kommt in der östlichen Demokratischen Republik Kongo und möglicherweise in Kamerun, in der Republik Kongo und in Gabun vor. Das Artepitheton ehrt den russisch-belgischen Ornithologen Alexandre Prigogine (1913–1991), der 1955 das einzige bekannte Exemplar gesammelt hat.

## Merkmale
Der Holotypus, ein adultes Weibchen, misst 19 cm. Die Oberseite und die Flügeldecken sind braun mit dunkelbraunen, gelbbraunen und dunkelgelben Flecken und Sprenkeln. Ein Nackenkragen ist nicht vorhanden. Die Brust ist braun gefleckt mit einer gelbbraunen und dunkelgelben Bänderung. Der Bauch und die Flanken sind heller mit einer braunen Bänderung. Auf der zweiten, dritten und vierten äußersten Handschwinge sind kleine dunkelgelbe Flecken zu erkennen. Die äußersten Schwanzfedern haben schmale, weiße Spitzen, die restlichen Schwanzfedern schmalere gelbbraune oder dunkelgelbe Spitzen. Die Iris ist nicht beschrieben. Der Schnabel ist schwärzlich, die Beine und Füße sind rötlichbraun. Der Revierruf besteht möglicherweise aus einer Reihe von kurzen tchoc-Tönen.

## Lebensraum und Lebensweise
Das Typusexemplar wurde in der Übergangszone zwischen bewaldeten Tiefland- und Bergregionen in einer Höhenlage von 1280 m gefangen. Über die Lebensweise ist nichts bekannt geworden. Die Nahrung besteht vermutlich aus Insekten.

## Status
Die Kivunachtschwalbe wird von der IUCN in die Kategorie „stark gefährdet“ (endangered) klassifiziert. Das im August 1955 von Alexandre Prigogine gesammelte Exemplar stammt von Malenge im Itombwe-Gebirge in der Provinz Kivu in der heutigen Demokratischen Republik Kongo. Das Präparat wird im Königlichen Museum für Zentral-Afrika in Tervuren bei Brüssel aufbewahrt. Annahmen, dass diese Art noch existiert, basieren auf Tonaufnahmen der Stimme aus dem Itombwe-Gebirge im Jahr 1996 sowie aus identischen Tonaufzeichnungen aus Gabun im Jahr 1985, aus dem Norden der Republik Kongo im Jahr 1996 und aus dem südöstlichen Kamerun im Jahr 1997. Die Hauptgefährdung geht von Lebensraumverlust durch Entwaldung aus.